# Chinolizidina
La chinolizidina è un composto organico eterociclico che costituisce lo scheletro centrale di un insieme di alcaloidi noti come alcaloidi chinolizidinici.